# Tmesisternus replicatus
Tmesisternus replicatus es una especie de escarabajo del género Tmesisternus, familia Cerambycidae. Fue descrita científicamente por Gressitt en 1984.
Habita en Papúa Nueva Guinea. Esta especie mide 9,6-15 mm.